# 抵制马里兰州第一国会选区

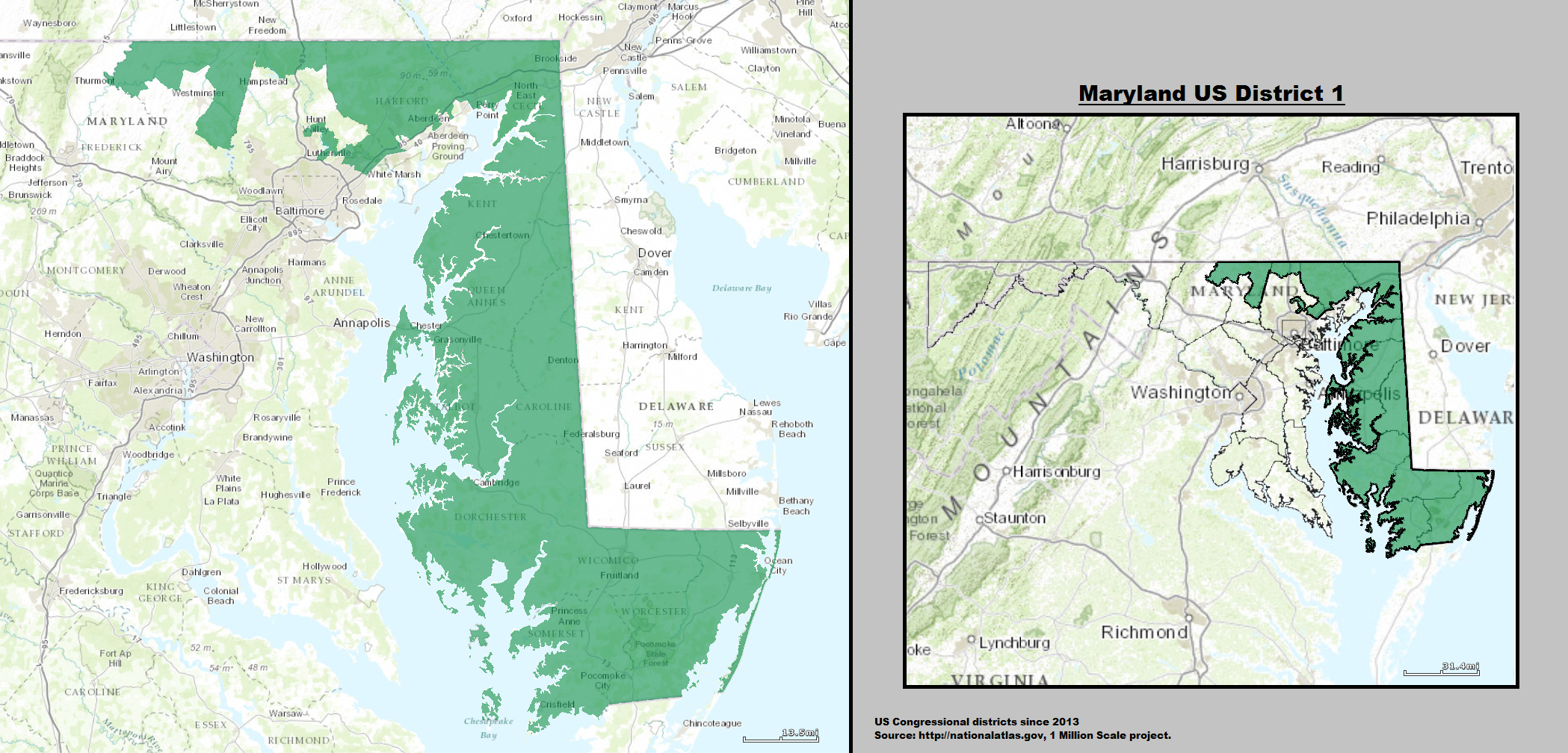
马里兰州第一国会选区

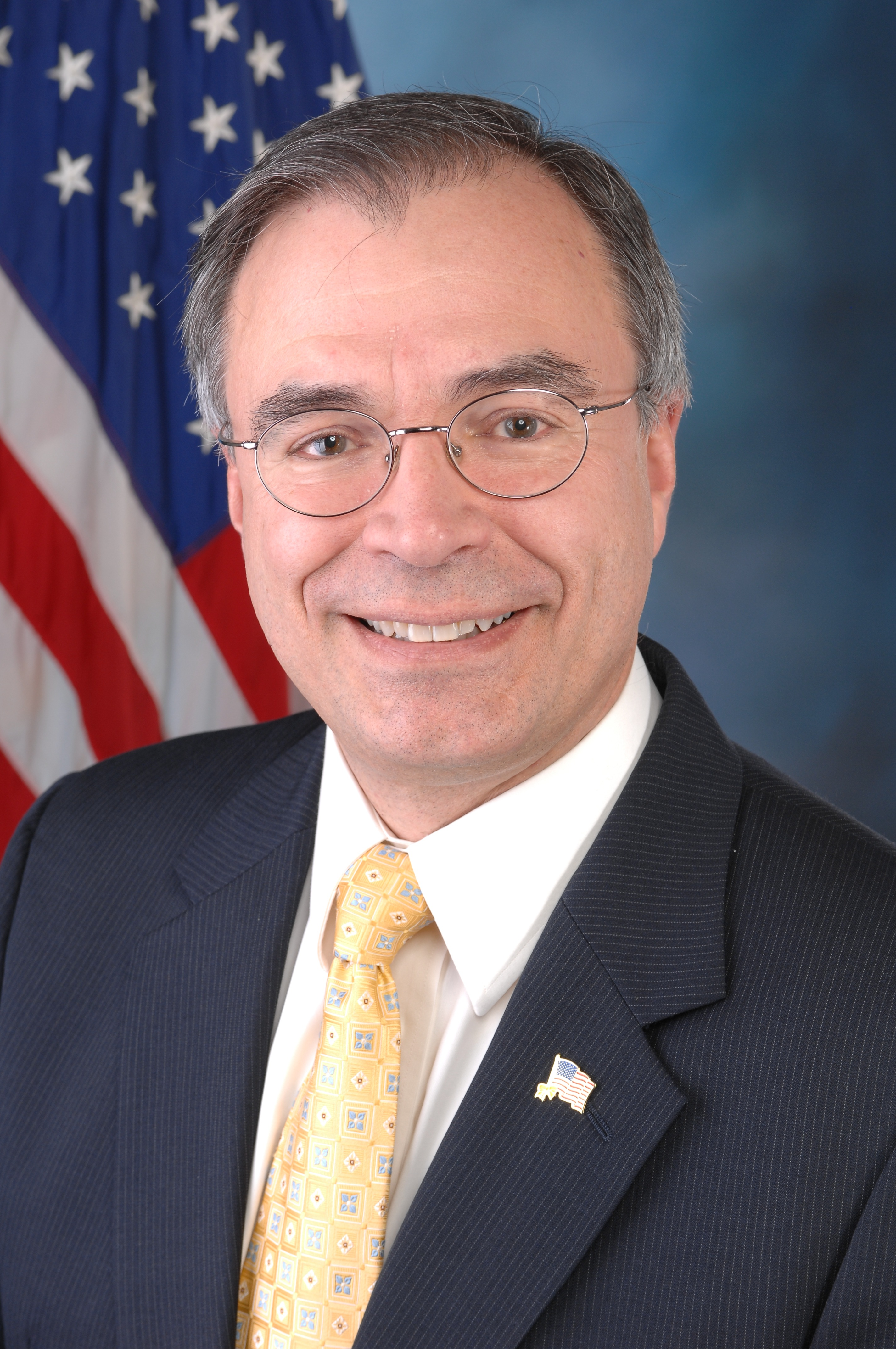
安迪·哈里斯

抵制马里兰州第一国会选区（英語：Boycott of Maryland's 1st congressional district）也被称为抵制大洋城（英語：Boycott of Ocean City）或抵制东岸（英語：Boycott of the Eastern Shore），是针对2014年通过的一项国会立法所做出的反应，该立法干涉了哥伦比亚特区自行制定法律的权力。此次抵制始于马里兰州的国会众议员安迪·哈里斯所提出的一项拨款修正案，该修正案旨在废除哥伦比亚特区关于大麻除罪化的法律。

## 背景
2014年3月，哥伦比亚特区议会以压倒性票数通过了一项决议，决定取消大麻持有罪的监禁刑罚，认为此举有助于解决该市毒品犯罪逮捕中存在的严重种族不平等问题。根据2014年1月《华盛顿邮报》的一项民调显示，大约80%的市民支持大麻合法化或除罪化。
2014年6月25日，众议院共和党议员阻止了对哥伦比亚特区相关法律的资金拨款。此举旨在阻止哥伦比亚特区放宽大麻法律，主导这一努力的是马里兰州第一国会选区的共和党议员安迪·哈里斯，该选区涵盖了马里兰州东岸和大洋城。哈里斯提出的修正案禁止哥伦比亚特区政府动用任何资金来减少联邦一级毒品犯罪的处罚。该举措一旦通过将会干扰哥伦比亚特区的大麻除罪化法律，并可能影响未来的大麻合法化公投提案。
拨款附加条款是一种用来阻止对自己不利的地方性立法的常用策略。之前医用大麻的支持者花费了十年时间才成功取消了一项附加条款，该条款曾阻止哥伦比亚特区推进医用大麻制度。目前哥伦比亚特区代表在国会中没有投票权，所有地方性法律都必须提交国会审议并获批。
哥伦比亚特区市长穆丽尔·鲍泽于2015年2月实施了广受特区市民支持的大麻合法化法案，允许他们持有大麻。哈里斯表示如果他的某位共和党同僚在2016年赢得总统选举，他希望其能够重新审视鲍泽的行为并对她进行起诉。

## 哈里斯所面临的反对
哈里斯的干预被视为哥伦比亚特区地方自治的失败，削弱了其民主党市长和哥伦比亚特区议会的自治权。哈里斯在解释他的提案时表示，“我们的宪法对联邦管辖区哥伦比亚特区的处理方式有明确规定。”有些人推测，哈里斯提出这一修正案的目的可能与他在国会中争取领导职务的意图有关。
尚不清楚这项立法是否会迫使哥伦比亚特区关停其始于2013年的整个医用大麻项目。2014年4月，马里兰州成为第三个通过类似法律的州，该法律取消了因持有大麻而判处监禁的惩罚。当时，马里兰州州长马丁·奥马利签署了一项法案，将持有少于10克大麻的行为从刑事犯罪降为民事违法行为。哈里斯认为哥伦比亚特区的这项法律是“糟糕的政策”，因为它仅对大麻持有者罚款25美元，而马里兰州则对其罚款100美元。
美国公民自由联盟和全国有色人种协进会于7月2日与其他41个地方和全国性组织一道，向国会全体成员递交了信函，呼吁他们反对那些可能削弱哥伦比亚特区地方自治权的政策附加条款。这些团体代表了数百万美国人，表示将团结一致反对他们认为对哥伦比亚特区“具有针对性”的措施。

## 抵制策划及公告
非营利组织D.C. Vote呼吁对马里兰州第一国会选区的度假胜地进行全面抵制，称哈里斯“毫不顾及”哥伦比亚特区居民的意见。在宣布抵制之前，D.C. Vote表示已与马里兰州第一国会选区的地方官员联系，告知他们此次抵制行动并非针对当地的商业活动。声明中强调，类似的攻击行为对地方法律的干涉是绝不容忍的。D.C. Vote主任金伯利·佩里解释说，尽管哥伦比亚特区居民在国会没有投票权，但他们可以通过“钱包”来表达意见。作为替代选项，他建议人们选择特拉华州、弗吉尼亚州甚至马里兰州其他地区的度假胜地，而非东岸地区。
哥伦比亚特区市长文森特·格雷支持此次抵制行动，并表示：“我认为我们不应该支持那些不支持我们、不支持民主的人。”格雷还建议，前往哈里斯选区的哥伦比亚特区居民可以去哈里斯的办公室举行抗议示威活动。对此，哈里斯对市长进行了反击，嘲讽格雷在市长选举初选中的失败。
该抵制行动的组织者将“#BoycottMD1D”设为他们的Twitter标签。

## 政界人士和企业的反应
哈里斯拒绝了哥伦比亚特区议员戴维·卡塔尼亚就抵制活动与他会面的努力。而位于东岸的企业表示，他们希望抗议者采取除了抵制他们之外的其他抵制措施，并表示欢迎所有政治派别的游客。哈里斯表示，哥伦比亚特区的居民“更懂得”抵制他选区的美丽景点。“在美丽且适合家庭度假的东岸度过周末，比特区青少年增加毒品吸食更加重要。”

## 其他形式的抗议
有倡议鼓励商家禁止马里兰州国会众议员安迪·哈里斯及其国会工作人员进入他们的店铺。至少有一家自行车店张贴了哈里斯的照片，并在照片上写着“不欢迎”字样。2015年，在HBO的《上周今夜秀》节目播出后，抗议活动重新得到提振。组织者安排了巴士前往东岸，向游客宣传哥伦比亚特区居民缺乏投票权的问题，并鼓励更多人致电哈里斯的办公室表达抗议。